# Herradón de Pinares
Herradón de Pinares é um município da Espanha na província de Ávila, comunidade autónoma de Castela e Leão, de área 48,4 km² com população de 592 habitantes (2007) e densidade populacional de 10,72 hab/km².

## Demografia
| Variação demográfica do município entre 1991 e 2004 | Variação demográfica do município entre 1991 e 2004 | Variação demográfica do município entre 1991 e 2004 | Variação demográfica do município entre 1991 e 2004 |
| --------------------------------------------------- | --------------------------------------------------- | --------------------------------------------------- | --------------------------------------------------- |
| 1991                                                | 1996                                                | 2001                                                | 2004                                                |
| 515                                                 | 510                                                 | 458                                                 | 521                                                 |